# Андрей Фёдорович (князь стародубский)
Андрей Фёдорович (ум. после 1380) — стародубский удельный князь из рода Рюриковичей, третий сын удельного стародубского князя Федора Ивановича, удел перешел к нему в 1363 г. после изгнания его брата, Ивана Федоровича.

## Биография
Был покорен Москве, так как удел он унаследовал с согласия московского князя.
В числе прочих князей ходил в 1375 вместе с великим князем московским Дмитрием Донским на Тверь. В 1380 вместе с ростовским князем, своим тёзкой Андреем Фёдоровичем командовал правым крылом русского войска в Куликовой битве.

## Брак и дети
Дети:
- Фёдор — продолжатель рода Стародубских князей
- Василий — родоначальник  князей Пожарских
- Иван Ногавица — родоначальник князей Ряполовских
- Давид Палица — родоначальник князей Палицких